# Campionati tedeschi di sci alpino 2012
I Campionati tedeschi di sci alpino 2012 si sono svolti ad Arber e Garmisch-Partenkirchen dal 24 al 29 marzo. Il programma ha incluso gare di discesa libera, supergigante, slalom gigante, slalom speciale e supercombinata, tutte sia maschili sia femminili.
Trattandosi di competizioni valide anche ai fini del punteggio FIS, vi hanno partecipato anche sciatori di altre federazioni, senza che questo consentisse loro di concorrere al titolo nazionale tedesco.

## Risultati

### Uomini

#### Discesa libera
| Pos. | Atleta            | Nazione  | Tempo   |
| ---- | ----------------- | -------- | ------- |
| 1    | Rok Perko         | Slovenia | 1:07,06 |
| 2    | Manuel Kramer     | Austria  | 1:07,13 |
| 3    | Andreas Sander    | Germania | 1:07,30 |
| 4    | Markus Dürager    | Austria  | 1:07,36 |
| 5    | Otmar Striedinger | Austria  | 1:07,36 |
| 6    | Manuel Schmid     | Germania | 1:07,46 |
| 7    | Gašper Markič     | Slovenia | 1:07,51 |
| 8    | Boštjan Kline     | Slovenia | 1:07,61 |
| 9    | Josef Ferstl      | Germania | 1:07,71 |
| 10   | Sebastian Arzt    | Austria  | 1:07,75 |

Data: 28 marzo

Località: Garmisch-Partenkirchen

Ore: 

Pista: 

Partenza: 

Arrivo: 

Dislivello: 

Tracciatore:

#### Supergigante
| Pos. | Atleta         | Nazione  | Tempo     |
| ---- | -------------- | -------- | --------- |
| 1    | Andreas Sander | Germania | 50,18     |
| 2    | Clemens Dorner | Austria  | 50,29     |
| 3    | Fabio Renz     | Germania | 50,30     |
| 4    | Josef Ferstl   | Germania | 50,37     |
| 5    | Rok Perko      | Slovenia | 50,42     |
| 6    | Manuel Kramer  | Austria  | 50,45     |
| 7    | Lukas Aicher   | Germania | 50,58 min |
| 7    | Klemen Kosi    | Slovenia | 50,58     |
| 9    | Philipp Zepnik | Germania | 50,70     |
| 10   | Boštjan Kline  | Slovenia | 50,80     |

Data: 29 marzo

Località: Garmisch-Partenkirchen

Ore: 

Pista: 

Partenza: 

Arrivo: 

Dislivello: 

Tracciatore:

#### Slalom gigante
| Pos. | Atleta              | Nazione  | Tempo   |
| ---- | ------------------- | -------- | ------- |
| 1    | Magnus Walch        | Austria  | 1:56,61 |
| 2    | Felix Neureuther    | Germania | 1:56,67 |
| 3    | Fritz Dopfer        | Germania | 1:57,21 |
| 4    | Stefan Luitz        | Germania | 1:57,46 |
| 5    | Sebastian Holzmann  | Germania | 1:57,61 |
| 6    | Benedikt Staubitzer | Germania | 1:57,90 |
| 7    | Marc Digruber       | Austria  | 1:57,94 |
| 8    | Anton Lindebner     | Germania | 1:58,17 |
| 9    | David Herzog        | Austria  | 1:58,31 |
| 10   | Andreas Steinbacher | Germania | 1:58,35 |

Data: 24 marzo

Località: Arber

1ª manche:

Ore: 

Pista: 

Partenza: 

Arrivo: 

Dislivello: 

Tracciatore:

2ª manche:

Ore: 

Pista: 

Partenza: 

Arrivo: 

Dislivello: 

Tracciatore:

#### Slalom speciale
| Pos. | Atleta               | Nazione  | Tempo   |
| ---- | -------------------- | -------- | ------- |
| 1    | Dominik Stehle       | Germania | 1:42,73 |
| 2    | Fritz Dopfer         | Germania | 1:43,00 |
| 3    | Stefan Luitz         | Germania | 1:43,71 |
| 4    | Christoph Dreier     | Austria  | 1:44,08 |
| 5    | Christian Hirschbühl | Austria  | 1:44,69 |
| 6    | Sebastian Holzmann   | Germania | 1:44,80 |
| 7    | Philipp Gassner      | Germania | 1:45,69 |
| 8    | Fabian Datzer        | Germania | 1:46,14 |
| 9    | Nikolaus Ertl        | Germania | 1:48,65 |
| 10   | Tristan Takats       | Austria  | 1:49,30 |

Data: 25 marzo

Località: Arber

1ª manche:

Ore: 

Pista: 

Partenza: 

Arrivo: 

Dislivello: 

Tracciatore:

2ª manche:

Ore: 

Pista: 

Partenza: 

Arrivo: 

Dislivello: 

Tracciatore:

#### Supercombinata
| Pos. | Atleta            | Nazione  | Tempo   |
| ---- | ----------------- | -------- | ------- |
| 1    | Natko Zrnčić-Dim  | Croazia  | 1:52,51 |
| 2    | Stefan Luitz      | Germania | 1:52,69 |
| 3    | Klemen Kosi       | Slovenia | 1:52,74 |
| 4    | Paolo Pangrazzi   | Italia   | 1:52,80 |
| 5    | Markus Dürager    | Austria  | 1:52,83 |
| 6    | Julian Giacomelli | Germania | 1:53,00 |
| 7    | Sebastian Arzt    | Austria  | 1:53,24 |
| 8    | Andreas Sander    | Germania | 1:53,37 |
| 9    | Josef Ferstl      | Germania | 1:53,41 |
| 10   | Otmar Striedinger | Austria  | 1:53,72 |

Data: 28 marzo

Località: Garmisch-Partenkirchen

1ª manche:

Ore: 

Pista: 

Partenza: 

Arrivo: 

Dislivello: 

Tracciatore:

2ª manche:

Ore: 

Pista: 

Partenza: 

Arrivo: 

Dislivello: 

Tracciatore:

### Donne

#### Discesa libera
| Pos. | Atleta           | Nazione  | Tempo   |
| ---- | ---------------- | -------- | ------- |
| 1    | Ilka Štuhec      | Slovenia | 1:10,93 |
| 2    | Lena Dürr        | Germania | 1:11,16 |
| 3    | Veronique Hronek | Germania | 1:11,51 |
| 4    | Michaela Wenig   | Germania | 1:11,97 |
| 5    | Christina Geiger | Germania | 1:12,15 |
| 6    | Ann-Katrin Magg  | Germania | 1:12,30 |
| 7    | Marina Wallner   | Germania | 1:12,42 |
| 8    | Fanny Chmelar    | Germania | 1:12,71 |
| 9    | Simona Hösl      | Germania | 1:12,79 |
| 10   | Iris Dorsch      | Germania | 1:12,81 |

Data: 28 marzo

Località: Garmisch-Partenkirchen

Ore: 

Pista: 

Partenza: 

Arrivo: 

Dislivello: 

Tracciatore:

#### Supergigante
| Pos. | Atleta           | Nazione       | Tempo     |
| ---- | ---------------- | ------------- | --------- |
| 1    | Lena Dürr        | Germania      | 52,44 min |
| 2    | Veronique Hronek | Slovenia      | 52,63     |
| 3    | Ilka Štuhec      | Slovenia      | 52,88     |
| 4    | Simona Hösl      | Germania      | 53,31     |
| 5    | Michaela Wenig   | Germania      | 53,41     |
| 6    | Edit Miklós      | Ungheria      | 53,45     |
| 7    | Christina Sauter | Germania      | 54,12     |
| 8    | Rebecca Bühler   | Liechtenstein | 54,19     |
| 9    | Marlene Schmotz  | Germania      | 54,23     |
| 10   | Christina Geiger | Germania      | 54,31     |

Data: 29 marzo

Località: Garmisch-Partenkirchen

Ore: 

Pista: 

Partenza: 

Arrivo: 

Dislivello: 

Tracciatore:

#### Slalom gigante
| Pos. | Atleta              | Nazione  | Tempo   |
| ---- | ------------------- | -------- | ------- |
| 1    | Simona Hösl         | Germania | 2:04,35 |
| 2    | Stefanie Wopfner    | Austria  | 2:04,42 |
| 3    | Jessica Depauli     | Austria  | 2:05,00 |
| 4    | Susanne Weinbuchner | Germania | 2:05,61 |
| 5    | Michaela Schmotz    | Germania | 2:05,70 |
| 6    | Monica Hübner       | Germania | 2:06,03 |
| 7    | Barbara Wirth       | Germania | 2:06,18 |
| 8    | Margret Altacher    | Austria  | 2:06,54 |
| 9    | Ann-Katrin Magg     | Germania | 2:06,75 |
| 10   | Hannah Köck         | Austria  | 2:06,90 |

Data: 25 marzo

Località: Arber

1ª manche:

Ore: 

Pista: 

Partenza: 

Arrivo: 

Dislivello: 

Tracciatore:

2ª manche:

Ore: 

Pista: 

Partenza: 

Arrivo: 

Dislivello: 

Tracciatore:

#### Slalom speciale
| Pos. | Atleta              | Nazione    | Tempo   |
| ---- | ------------------- | ---------- | ------- |
| 1    | Veronika Staber     | Germania   | 1:48,87 |
| 2    | Monica Hübner       | Germania   | 1:50,03 |
| 3    | Andrea Filser       | Germania   | 1:50,28 |
| 4    | Susanne Weinbuchner | Germania   | 1:50,41 |
| 5    | Petra Vlhová        | Slovacchia | 1:50,44 |
| 6    | Ricarda Haaser      | Austria    | 1:50,76 |
| 7    | Hannah Köck         | Austria    | 1:51,06 |
| 8    | Nina Perner         | Germania   | 1:51,12 |
| 9    | Karen Persyn        | Belgio     | 1:51,18 |
| 10   | Michaela Smutná     | Rep. Ceca  | 1:51,25 |

Data: 24 marzo

Località: Arber

1ª manche:

Ore: 

Pista: 

Partenza: 

Arrivo: 

Dislivello: 

Tracciatore:

2ª manche:

Ore: 

Pista: 

Partenza: 

Arrivo: 

Dislivello: 

Tracciatore:

#### Supercombinata
| Pos. | Atleta           | Nazione       | Tempo   |
| ---- | ---------------- | ------------- | ------- |
| 1    | Lena Dürr        | Germania      | 1:56,40 |
| 2    | Ilka Štuhec      | Slovenia      | 1:57,00 |
| 3    | Christina Geiger | Germania      | 1:58,38 |
| 4    | Rebecca Bühler   | Liechtenstein | 1:58,77 |
| 5    | Veronique Hronek | Germania      | 1:58,79 |
| 6    | Marina Wallner   | Germania      | 1:58,90 |
| 7    | Andrea Filser    | Germania      | 1:59,16 |
| 8    | Fanny Chmelar    | Germania      | 1:59,32 |
| 9    | Simona Hösl      | Germania      | 1:59,69 |
| 10   | Marlene Schmotz  | Germania      | 1:59,76 |

Data: 28 marzo

Località: Garmisch-Partenkirchen

1ª manche:

Ore: 

Pista: 

Partenza: 

Arrivo: 

Dislivello: 

Tracciatore:

2ª manche:

Ore: 

Pista: 

Partenza: 

Arrivo: 

Dislivello: 

Tracciatore: